# Птолемаис
Птолемаи́с (греч. Πτολεμαΐς) или Птолемаида (греч. Πτολεμαΐδα) — город в Северной Греции. Административный центр общины Эордея в периферийной единице Козани в периферии Западная Македония. Известен своими угольными (бурый уголь) шахтами и электростанциями.

## Название
В период Османской империи город был назван Кайлар (тур. Kayılar, болг. Кайляри). Современное название было введено декретом от 20 января 1927 года в честь Птолемея I Сотера, товарища по оружию Александра Македонского. Его статуя находится на центральной площади города.

## Местоположение

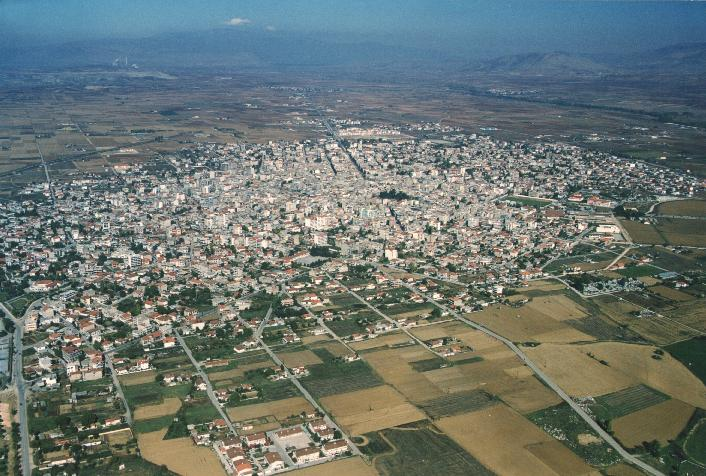
Вид на город с воздуха

Расположен к северу от Козани, к востоку от Кастории, к югу от Флорины, и к юго-западу от Эдесы.

## История
По словам археологов, район Птолемаис был заселен ещё с 6000 года до н. э.

### Времена неолита

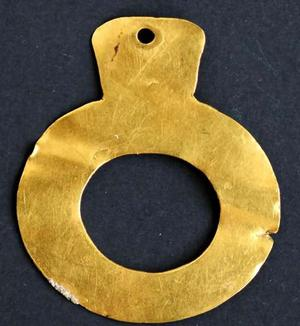
Подвеска времён первобытного общества

Археологи в ноябре 2005 года обнаружили останки двух деревень, относящихся к периоду неолита.

### Древний период
В области Птолемаис многие археологические находки были обнаружены в последние 30 лет, в результате добычи полезных ископаемых. Керамические артефакты, датированные VI веком до н. э., были обнаружены на двух участках вблизи Гревена и Птолемаис. Археологи нашли артефакты двух доисторических поселений. Две древние македонские могилы также были найдены в районе Птолемаис, датируемые V веком до н. э.

### Византийский период
В разное время Птолемаис являлась частью Латинской империи, королевства Фессалоники, Никейской империи и Эпирского царства. Границы между Латинской империей, Никейской империей, Трапезундской империей и Эпирским царством являлись весьма неопределёнными.

### Османский период

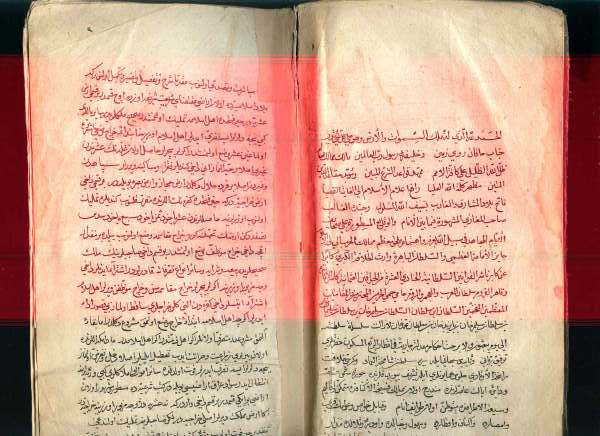
Султана Селим II, фирман (декрет)

Во время османского периода Птолемаис называется Кайлар и состоит из двух частей: (Нижний) Аши-Кайлар и (Верхний) Юкари-Кайлар.

## Культура
Футбольный клуб в Птолемаисе называется «Эордайкос» (Α.Σ. Εορδαϊκός 2007). Также есть команды А. Е. Ptolemaidas. В городе есть школы, лицеи, гимназии, церкви, банки (Национальный банк, Piraeus Bank, Alpha Bank и др.), палеонтологический музей, городская больница, профессиональные колледжи, городской культурный центр, почта, железнодорожная станция (Козани — Флорина), полицейский участок, городской водопровод (с 1930 г.), система центрального отопления и площади. Плавательный бассейн, построенный в 2005 году, является 3-м по величине в Греции. Существует потенциал создания государственного университета в ближайшем будущем. В городе имеются 9 православных церквей.

## Экономика
Птолемаис является высокоразвитым промышленным районом. В прошлом четыре тепловые электростанции в этой области производили 70 % электроэнергии Греции, используя местный низкокачественный бурый уголь (лигнит) Птолемаисского бассейна в качестве топлива. Электростанции и угольные разрезы принадлежат Государственной энергетической корпорации (ΔΕΗ), это основной работодатель в городе.
Из эксплуатации выведены ТЭС «Липтол» (ΑΗΣ ΛΙΠΤΟΛ), ТЭЦ «Птолемаис» (строится блок V), ТЭС «Кардия» и ТЭС «Аминдеон».
В 2020 году ΛΚΔΜ, принадлежащий ΔΕΗ, произвёл 10,3 млн т лигнитов для обеспечения топливом ТЭЦ «Айос-Димитриос», блоки III—V которой отпускают тепло в систему централизованного теплоснабжения города Козани.

## Климат
Город расположен в центральной части равнины Эордея Западной Македонии и имеет континентальный климат. Лето может быть горячим с грозами, в то время как зимы являются одними из наиболее холодных в Греции. Именно здесь был зафиксирован абсолютный низкотемпературный рекорд Греции (-27,8 ºС 27 января 1963 года).

## Этнические группы
Значительная доля жителей является понтийцами из Сюрмене в Турции, или их потомками, а также малоазийскими греками. Они были беженцами из Малой Азии, которые впервые приехали в Македонию в 1920-х годах в результате обмена населением в соответствии с Лозаннским мирным договором. Они заменили турецкое население в гораздо больших количествах, что привело к удвоению населения в этом регионе. В городе и близлежащих деревнях проживают несколько сот греков, выходцев из бывшего СССР, переехавших сюда после распада СССР. Кроме того, в городе проживают македонцы и влахи. Значительную часть временного населения составляют албанцы, которые приехали в последние 20 лет на заработки. Кроме них есть грузины, армяне, китайцы, пакистанцы, русские, украинцы и др.

## Общинное сообщество Птолемаис
В общинное сообщество Птолемаис входят 4 населённых пункта. Население 32 142 жителя по переписи 2011 года. Площадь 57,508 квадратного километра.
| Наименование                                           | Население (2011), человек |
| ------------------------------------------------------ | ------------------------- |
| Енико-Носокомио-Бодосакио (Общая больница «Бодосакио») | 8                         |
| Гостиница «Панделидис»                                 | 7                         |
| Гостиница «Птолемеос»                                  | 0                         |
| Птолемаис                                              | 32 127                    |

## Население
| Год  | Население, человек |
| ---- | ------------------ |
| 1991 | 26 502             |
| 2001 | 29 974             |
| 2011 | ↗ 32 127           |

## Города-побратимы
- Кипр, город Энгоми
- Чехия, город Мост
- Россия, город Орёл